# Gonzalo Ramos
Pour les articles homonymes, voir Ramos.
Gonzalo Ramos, né le 19 septembre 1989, est un acteur espagnol connu pour interpréter le rôle de Jules (Julio de la Torre) dans la série espagnole Physique ou Chimie. Il fait partie d'un groupe de musique espagnol appelé 3-60.

## Filmographie
- 2008-2011 : Physique ou Chimie : Jules
- 2021 : La familia perfecta d'Arantxa Echevarría